# علي بتشين
كان علي بتشين (من مواليد حوالي 1560 واغتيل في عام 1645) «متمردا» (اعتنق المسيحية للإسلام) الذي حقق ثروته في الجزائر العاصمة من خلال التخصيص، ويُعتقد أن بيتشين وُلد باسم عائلة بيتشيني أو بوتشيني أو بوتشينو في مدينة البندقية، وكان أميرا كبيرا بالجزائر العاصمة ومعروفا بمسجد شيده في منطقة زوج العيون في المدينة القديمة (القصبة)، التي ما زالت تحمل اسمه حتى اليوم.
أصبح بيتشين معروفا بشكل خاص من خلال سرد الأسر الذي نشره (ايمانويل دي اراندا)، عبده لمدة عام تقريبا من عام 1640 إلى 1641، الاستيلاء على السلطة في 1645.

## سيرة شخصية
كان بيتشن جزءا من مجموعة من الأشخاص تم أسرهم عام 1578، على يد حسن فينيزيانو ملك الجزائر في ذلك الوقت، بينما كان على متن سفينة فينيسية. بيتشين، الذي كان يبلغ من العمر عشر سنوات فقط، في ذلك الوقت، تم شراؤه من سوق العبيد بابل بستان (السمكية الحالية) مقابل 60 دينارا ذهبيا، من قبل رأس فتاح الله بن خوجة، الذي تعلم من القطاع الخاص.
باستثناء ريس حميدو الذي عاش في أواخر القرن الثامن عشر، لم يكن هناك أي قراصنة يحبهم علي بيتشن تحت قيادته، أكدت البحرية الجزائرية تفوقها على البحر الأبيض المتوسط، وعبرت بمضيق جبل طارق بلا هوادة وتوغلت حتى الدائرة القطبية الشمالية، ودخل جنود بيتشن إلى المحيط الأطلسي وصعدوا إلى أيرلندا، فتمكنوا من مهاجمة ماديرا. دائما ما يخشون، هاجموا في كثير من الأحيان السفن الثقيلة من قواربهم الخفيفة بغض النظر عن عدد الأعداء، لقد قاوموا أعنف العواصف، وظهروا بشكل غير متوقع، وسخروا من عدوهم ب الجرأة الوحشية.
أصبح بيتشين الأب الحاضن للجزائر العاصمة من خلال ثروات لا حصر لها تمت مصادرتها واستيرادها على متن سفنه إلى المدينة، وهكذا ساهم في الثراء الظاهر للعاصمة الجزائرية.
ترك بيتشين أثره في ريجنسي الجزائر العاصمة بين عامي 1620 و1645، تاريخ وفاته. في 1622، بنى مسجد علي بيتشن، بين عامي 1621 و1645، كان الرئيس الأعلى لجماعة الطائف (شركة الريس)، وحصل على لقب أميرال الجزائر الكبير، ثروته أصبحت ضخمة. كان يمتلك قصرا في المدينة، ومنزلًا في الريف، وعدة جاليات وآلاف العبيد، ولم تمنعه مقتنيات العبيد الكبيرة من إطعامهم قطعة بسيطة من الخبز أو البسكويت، ولكن ليس كل يوم.

## المسجد

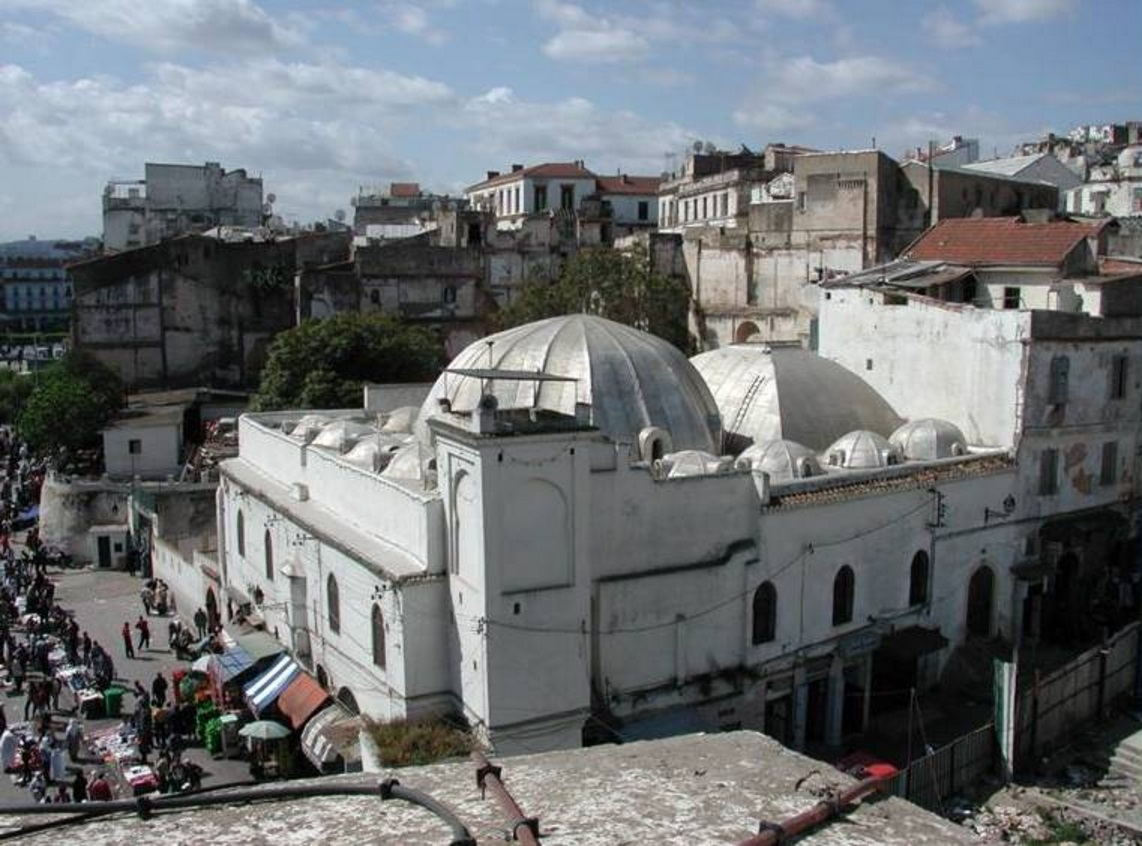
مسجد علي بيتشين

يقول التقليد إنه عندما شاهد علي بيتشن الأميرة لالاهم، ابنة بن علي، سلطان شعب القبائل في الجزائر العاصمة، لأول مرة لم يستطع مقاومة الرغبة في حبها؛ كانت تعتبر أجمل امرأة على الإطلاق، وكانت جميع حواسه مضطربة، (ايمانويل دي ارانداو) أيامه مضطربة، برفقة لالا نفيسة، أرملة معلمه، رائد فتح الله بن خوجة، ذهب بيتشن إلى بن علي طلباً يد ابنته.
وضع بيتشين أمام الأميرة هدايا منها سجاد من بلاد فارس، والحرير وأبرشيات بلاد الشام، والماس من الهند، والذهب من البيرو، وأكثر من ذلك بكثير. نظرت لالاهم إلى هذه الثروات بلا مبالاة: «لا، ليس لدي ما أفعله من كل هذا، أطلب من الخاطب أن يبني مسجدا لإثبات إيمانه». تم بناء مسجد علي بيتشين في نفس العام، في عام 1622.

## الموت والإرث
نحو عام 1639، عانت البحرية الجزائرية، بقيادة علي بيتشين، من أضرار جسيمة إلى جانب الأسطول العثماني ضد البندقية في أولونا (فلوري الحديثة، ألبانيا) على البحر الأدرياتيكي، وبناءا على ذلك، وعد السلطان التركي بدفع تعويضات لملك الجزائر، لكنه لم يرسل أبدا الدعم الموعود لإعادة إعمار الأسطول الجزائري.
رفع الغضب الشرعي لروسيا، اتخذ بيتشين قرارا بعدم مساعدة البحرية التركية في المستقبل، واخلال عام 1645، استدعى السلطان إبراهيم جميع السفن الحربية الجزائرية لمحاربة فرسان مالطا والبندقية، بالطبع بيتشين وقراصنته رفضوا الحضورـ وقد فسر السلطان هذا «العصيان» باعتباره عملاً من الخيانة العظمى، وأعطى السلطان أوامر سرا لأتباعه لتسميم بيتشن، وفقا للرأي العام، كان عبده الذي كان يُدفع من الذهب، هو الذي رسم ونفذ اغتيال بيتشين، بتسميم قهوته.
تم دفن بيتتشين في جبانة البشاويت (مقبرة الباشا) في حي باب الوادي، وتم اكتشافه مع آخرين كثيرين في عام 1831، وفي الواقع، قام الغزاة الفرنسيون في وقت لاحق من عام 1832 بتحويل مسجده إلى كنيسة كاثوليكية رومانية تسمى كنيسة نوتردام ديس. المنتصرون، كما فعلوا مسجد كتشاوة في القصبة الصغرى، في القيام بذلك، قاموا بتدنيس جبانة البشوات، ومباني جديدة بنيت على القبور.
تبرعت (آن جان ماري رينيه سافاري) بأراضي المقبرة للعديد من الضباط الذين قسموها إلى طرود، دون أي متاعب، اكتشفوا العظام التي تم شحنها إلى مارسيليا، كما يتضح من الرسالة التي كتبها إبراهيم باشا إلى ملك فرنسا في 2 فبراير 1831: «إن أكبر الألم الذي تم إحداثه في قلوبنا هو تدمير مقابرنا وفضح رفات أسلافنا المدنسين... هذا الظلم مؤلم، أن يتحمل، وهذا مخالف لجميع الأديان....»
كتب الدكتور سيجود في مقال نُشر في سيمافور مارسيليا، بتاريخ 2 مارس 1832: «رأيت سفينة جوزفين التي وصلت إلى الجزائر محملة بالعظام، وجماجم بشرية، وجثث اكتُشفت مؤخرًا».